# Forcipomyia pictiscutaris
Forcipomyia pictiscutaris är en tvåvingeart som beskrevs av Tokunaga 1959. Forcipomyia pictiscutaris ingår i släktet Forcipomyia och familjen svidknott. Inga underarter finns listade i Catalogue of Life.